# プンタ・パッロット
プンタ・パッロット（伊: Punta Parrot, 独: Parrotspitze）は、イタリア・スイス国境にあるモンテ・ローザ山群の峰の一つ。
1863年8月16日、ドイツのJohann Jakob Friedrich Wilhelm Parrot登山隊によって初登頂された。

## 山小屋
- マントヴァの山小屋 Rifugio Mantova (3,498m)